# Mitthyridium jungquilianum
Mitthyridium jungquilianum là một loài rêu trong họ Calymperaceae. Loài này được Mitt. H. Rob. mô tả khoa học đầu tiên năm 1975.